# Grorud
Grorud is een stadsdeel van de Noorse hoofdstad Oslo, gelegen in het noordoosten van de stad. In 2011 telde het 26.291 inwoners. Het gebied beslaat een oppervlakte van 7,04 vierkante kilometer.
Tot na de Tweede Wereldoorlog bestond het grondgebied van het stadsdeel grotendeels uit landbouwgrond. De recente bevolkingsgroei in de arbeiderswijk komt op rekening van allochtonen, waarbij ook in 2017 meer dan 70% van de nieuwgeborenen in het stadsdeel van allochtone ouders was. Grorud is om die reden een thema bij de bespreking van de Noorse immigratiepolitiek.
Grorud bestaat uit de volgende wijken:
- Ammerud
- Grorud
- Kalbakken
- Rødtvet
- Nordtvet
- Romsås

Het spoorwegstation Grorud, geopend op 1 september 1854 als onderdeel van de Hovedbanen, de oudste spoorlijn van het land, behoort samen met acht andere stations tot de oudste spoorwegstations van het land.
Alna · 
Bjerke · 
Frogner · 
Gamle Oslo · 
Grorud · 
Grünerløkka · 
(Marka) · 
Nordstrand · 
Nordre Aker · 
Østensjø ·
Sagene · 
(Sentrum) · 
St. Hanshaugen · 
Stovner · 
Søndre Nordstrand · 
Ullern · 
Vestre Aker